# Woolton
Woolton, es un suburbio de Liverpool, Inglaterra, ubicado en el sur de la ciudad, limitado por los suburbios de Gateacre, Hunt's Cross, Allerton y Halewood. En el censo de 2011 la población registrada fue de 12.921 habitantes.

## Historia
Originalmente Woolton fue una villa separada, que fue incorporada a la ciudad de Liverpool en 1913. El área era llamada Uluentune en el Libro Domesday, con su traducción como "Granja de Wulfa" (farm of Wulfa).
Poco después del registro del Domesday, completado en 1086, Woolton comenzó a formar parte de la Baronía de Halton y Widnes. En 1189, John, Alguacil de Chester, impuso una carga a los Caballeros Hospitalarios (Knights Hospitaller), una orden religiosa que protegía las rutas para los cristianos que peregrinaban a Tierra Santa, estableciéndose en Woolton durante 350 años, hasta que sus tierras fueron confiscadas en 1559 por la reina Isabel I de Inglaterra (Elizabeth I). Los derechos feudales sobre Woolton pasaron de la reina Isabel a Jacobo I de Inglaterra (James I de Inglaterra) quien los vendió a William Stanley, 6ª Earl de Derby. Woolton luego pasó a Isaac Green, y fue sucesivamente heredado por hija y por su nieto, Bamber Gascoynede Childwall. En la actualidad pertenece a Robert Gascoyne-Cecil, 6º marqués de Salisbury.

## Descripción
Woolton es un prestigioso suburbio de clase media. La mayoría de las viviendas no comparten las medianeras, o solo las comparten de un solo lado, aunque aún sobreviven algunas construcciones en línea (terraced house) en Woolton Village.
Las viviendas estatales en el área se encuentran en The White Horse, The Cobden, The Victoria, The Grapes y The Elephant. También resulta de interés la arquitectura victoriana de la piscina pública inaugurada en 1893, y la biblioteca pública instalada en una iglesia metodista que cerró en 2012, como consecuencia de una reducción presupuestaria de la ciudad de Liverpool.
Muchos puntos de interés sobre Los Beatles se encuentran en Woolton, incluyendo Mendips (nombre de la casa de John Lennon en 251 Menlove Avenue), Strawberry Field y la Iglesia de San Pedro, donde John Lennon y Paul McCartney se encontraron durante una fiesta el 6 de julio de 1957. Allí también se encuentra la tumba de Eleanor Rigby, probable inspiradora de la famosa canción de Lennon-McCartney.

## Gobierno
Wolton es gobernada por el Consejo de la ciudad, correspondiéndole tres concejales electos en el mismo. En 2018 los concejales por Woolton eran Cllrs Mark Norris, Colin McAlley y Barbara Mace, los dos primeros por el Partido Laborista y la tercera por el Partido Liberal Demócrata.

## Lugares de interés
- Casa de John Lennon en 251 Menlove Avenue (Mendips)
- Iglesia de San Pedro (St. Peter's Church)
- Tumba de Eleanor Rigby en el cementerio de la Iglesia de San Pedro
- Strawberry Field
- Woolton Hall
- Woolton Picture House
- Woolton Woods y Camphill

## Transporte
La estación ferroviaria de Hunts Cross es la más cercana en el límite sur de Woolton, con servicios locales en la línea Mánchester-Liverpool.
Servicios de autobús conectan el suburbio con el centro de la ciudad y el Aeropuerto de Liverpool-John Lennon.